# Eleutherodactylus saxatilis
Eleutherodactylus saxatilis är en groddjursart som först beskrevs av Webb 1962.  Eleutherodactylus saxatilis ingår i släktet Eleutherodactylus och familjen Eleutherodactylidae. IUCN kategoriserar arten globalt som starkt hotad. Inga underarter finns listade i Catalogue of Life.